# Lycosa wroughtoni
Lycosa wroughtoni este o specie de păianjeni din genul Lycosa, familia Lycosidae, descrisă de Pocock, 1899. Conform Catalogue of Life specia Lycosa wroughtoni nu are subspecii cunoscute.